# James Chuter Ede
Pour les articles homonymes, voir Ede.
James Chuter Ede, né le 11 septembre 1882 à Epsom dans le Surrey et mort le 11 novembre 1965 à Ewell dans ce même comté, est un homme politique britannique, secrétaire d'État à l'Intérieur (ministre de l'Intérieur) durant l'intégralité du premier gouvernement majoritaire travailliste de 1945 à 1951.

## Biographie

### Débuts
Issu de la classe moyenne inférieure, il est l'aîné de deux enfants et l'unique fils d'un épicier. À l'issue de sa scolarité secondaire, il étudie au centre de formation des enseignants à Battersea puis étudie les sciences naturelles au Christ's College de l'université de Cambridge. Les études universitaires s'avérant trop coûteuses pour un étudiant de milieu modeste, il est contraint de les abandonner au bout de deux ans, sans diplôme. Il enseigne en école primaire de 1905 à 1914, et est un membre actif du Syndicat national des enseignants. En 1908 il est élu au conseil de district à Epsom, sous l'étiquette du Parti libéral, puis en 1914 il est élu représentant d'Epsom au conseil du comté du Surrey, et doit pour cela quitter le métier d'enseignant,,.
En novembre 1914, au début de la Première Guerre mondiale, il rejoint volontairement le régiment d'infanterie du Surrey-oriental, et est fait caporal suppléant. En août 1915 il est transféré au corps de génie militaire des Royal Engineers, et fait sergeant. Il est déployé en France le mois suivant. Il désapprouve néanmoins de la guerre, la considérant comme destructrice des civilisations et notant que les emprunts colossaux qui la financent risquent d'appauvrir les générations à venir. Durant une permission en 1917 il épouse Lilian Stephens, enseignante. Il quitte le Parti libéral et rejoint le Parti travailliste,.

### Entrée au Parlement
Candidat travailliste malheureux dans la circonscription d'Epsom aux élections législatives de décembre 1918, il entre à la Chambre des communes à l'occasion d'une élection partielle dans la circonscription londonienne de Mitcham en mars 1923, battant le ministre de la Santé conservateur Arthur Griffith-Boscawen, mais perd son siège aux élections législatives en décembre. Il retrouve un siège comme député de South Shields aux élections de 1929, à l'issue desquelles le Parti travailliste forme un gouvernement minoritaire mené par Ramsay MacDonald. Il perd son siège aux élections de 1931, et le retrouve aux élections de 1935. Il sera alors continuellement réélu jusqu'à sa retraite politique en 1964,,.

### Ministre
En 1940 il est nommé secrétaire parlementaire à la Commission de l'Éducation sous les conservateurs Herwald Ramsbotham puis Rab Butler dans le gouvernement d'union nationale en temps de guerre, mené par Winston Churchill. Il travaille en très bonne entente avec Rab Butler et participe à la création de la loi d'Éducation de 1944 (« loi Butler ») qui rend gratuit et obligatoire l'enseignement secondaire. En 1943 l'université de Cambridge, où il avait du abandonner ses études pour des raisons financières, lui confère un diplôme honorifique de Maîtrise ès lettres. Aux élections de 1945, les travaillistes remportent la majorité absolue des sièges à la Chambre des communes pour la première fois de leur histoire. Clement Attlee devient Premier ministre, et nomme James Chuter Ede à la tête du ministère de l'Intérieur dans son gouvernement. Il y demeurera six ans, durant l'intégralité de ce gouvernement, soit le plus long mandat à ce poste durant tout le XXe siècle,,.
C'est sous sa responsabilité qu'est adoptée la loi de nationalité de 1948 qui a accord le statut de « citoyen du Royaume-Uni et des colonies » à toute personne née au Royaume-Uni ou dans l'une des colonies de l'empire, et permet à toutes ces personnes d'entrer librement sur le territoire britannique et d'y résider de manière permanente. Cette même année il fait adopter une loi sur le droit pénal (Criminal Justice Act 1948) qui abolit les peines de travaux forcés et de flagellation. Il tente de faire restreindre l'application de la peine de mort au Royaume-Uni, mais sa proposition, adoptée par la Chambre des communes, est rejetée par la Chambre des lords. En tant que secrétaire d'État à l'Intérieur, il donne donc en 1950 son accord à l'exécution de Timothy Evans, condamné à mort pour meurtre. L'innocence de Timothy Evans ayant été démontrée quelques années plus tard, James Chuter Ede mène dès lors campagne pour l'abolition de la peine de mort et pour que Timothy Evans soit gracié à titre posthume. Ce seront choses faites par le secrétaire d'État à l'Intérieur travailliste Roy Jenkins en 1964 et en 1966 respectivement,.
En 1947 il devient chef-adjoint du Parti travailliste. En mars 1951 il est fait Leader de la Chambre des communes (c'est-à-dire ministre chargé des relations avec cette chambre) tout en conservant son poste au ministère de l'Intérieur. Les travaillistes perdent le pouvoir aux élections d'octobre 1951. Il est fait compagnon d'honneur en 1953. Désormais député d'arrière-ban de l'opposition, il quitte la Chambre des communes en 1964. Il est alors anobli, devenant le baron Chuter-Ede d'Epsom à la Chambre des lords avec un titre de pair à vie à compter du 1er janvier 1965. Il meurt en novembre de cette même année à l'âge de 83 ans,.